# Spinisternum palauensis
Spinisternum palauensis är en insektsart som beskrevs av Joyce Winifred Vickery och D.K.M. Kevan 1999. Spinisternum palauensis ingår i släktet Spinisternum och familjen vårtbitare. Inga underarter finns listade i Catalogue of Life.